# Adolphia
Adolphia es un género de arbustos de la familia Rhamnaceae con dos especies. Son nativas del sur de California y norte de México la especie Adolphia californica . Adolphia infesta se encuentra en Texas, Nuevo México y norte de  México. 

## Taxonomía
Adolphia fue descrito por Carl Meissner y publicado en Plantarum vascularium genera secundum ordines ... 1: 70, en el año 1837. La especie tipo es: Adolphia infesta (Kunth) Meisn. 
Etimología
Adolphia: nombre genérico que fue nombrado en honor del botánico francés Adolphe Theodore Brongniart. Adolfo fue un estudioso de Rhamnaceae, un pionero en el estudio de la morfología y fisiología vegetal, autor de un importante trabajo sobre las plantas fósiles, y un botánico francés cuyo clasificaciones de las plantas fósiles mostraron sorprendentemente relaciones precisas entre las formas existentes y las extintas. En 1831 se convirtió en asistente del botánico René Desfontaines en el Museo Nacional de Historia Natural de París, y tomó su lugar dos años más tarde, una posición que ocuparía durante el resto de su vida. Se le considera uno de los fundadores de la paleobotánica moderna, e hizo contribuciones sustanciales al campo de la morfología de las angiospermas y también produce un valioso primer relato del polen. Él fundó la Société Botanique de France.

## Especies
- Adolphia californica S.Watson
- Adolphia infesta (Kunth) Meisn.